# Kasim Bu Allusz
Kasim Bu Allusz, Kacem Bouallouche (ar. قاسم بوعلوش; ur. 20 września 1963) – marokański zapaśnik walczący przeważnie w stylu klasycznym. Olimpijczyk z Seulu 1988, gdzie odpadł w eliminacjach w kategorii 62 kg.
Trzykrotny medalista mistrzostw Afryki, w tym złoty w 1985. Wicemistrz igrzysk panarabskich w 1985. Szósty w Pucharze Świata w 1984 roku.
- Turniej w Seulu 1988

Przegrał z Amerykaninem Anthony Amado i Stojanem Bałowem z Bułgarii i odpadł z turnieju.